# Puma concolor

Puma

El puma, león de montaña o león americano (Puma concolor) es un mamífero carnívoro de la familia Felidae nativo de América. Este felino vive en más lugares que cualquier otro mamífero silvestre terrestre del continente, ya que su área de distribución se extiende desde el Yukón, en Canadá, hasta el sur de la cordillera de los Andes y la Patagonia en América del Sur. Con esta amplia distribución geográfica, el puma tiene decenas de nombres y es mencionado con diversas referencias en la mitología de los pueblos aborígenes de América y también en la cultura contemporánea. Además, el puma es territorial y tiene una baja densidad de población. 
El puma es adaptable y generalista, por lo que vive en los principales biomas de toda América. Es el segundo mayor félido del continente, después del jaguar, y el cuarto más grande del mundo, después del tigre, y el león. Su tamaño es algo mayor que el del leopardo, aunque está más emparentado con los pequeños felinos. Eso se aprecia notablemente en que, el puma, a diferencia de los grandes félidos del género Panthera, que pueden rugir (a excepción del irbis), el puma ronronea como los felinos menores.
Como cazador y depredador de emboscada, el puma obtiene una amplia variedad de presas. Su principal alimento son los ungulados como el ciervo, en particular en la parte septentrional de su área de distribución, o como el guanaco y otros camélidos, al sur en Sudamérica, y especies tan pequeñas como insectos y roedores. Prefiere hábitat con vegetación densa durante las horas de acecho, pero puede vivir en zonas abiertas. La extensión de su territorio depende de la vegetación y de la abundancia de presas. Aunque es un gran depredador, no siempre es la especie dominante en su área de distribución, como cuando compite con otros depredadores como el jaguar.
A pesar de que es un felino solitario que por lo general evita a las personas y sus ataques a humanos son raros, el puma fue considerado una fiera peligrosa a partir de la colonización europea de América. Esta consideración y la progresiva ocupación humana de los hábitats del puma han hecho que sus poblaciones disminuyan en casi todos sus hábitats históricos. En particular, el puma fue extinguido en la parte oriental de América del Norte, con excepción del caso aislado de una subpoblación en la Florida. Sin embargo se cree que este felino podría recolonizar parte de ese antiguo territorio oriental.

## Nombres y etimología
En idioma español el nombre usual es «puma», un préstamo del quechua. En zonas rurales de muchas partes de América, sin embargo, se le llama «león» por analogía con el león (si bien se diferencia de aquel en que esta especie no posee la característica melena). La gran cantidad de nombres con que se conoce al puma se explica por la enorme amplitud geográfica de su hábitat: el animal estuvo presente en casi todas las culturas precolombinas y cada una le asignó uno o varios nombres.
En inglés, los nombres más populares son mountain lion (león de montaña), y cougar, palabra tomada de la portuguesa suçuarana, a través del francés, aunque el término originalmente deriva de la lengua tupí. En América del Norte, «pantera» se utiliza más a menudo cuando se refieren a la subpoblación llamada pantera de Florida. En náhuatl se le llama miztli, En maya se le llama koj, en chibcha se lo llama chihisaba, en mapuche (sur de Chile y la Argentina) se conoce como pangi a la hembra o a toda la especie y trapial al macho, y en Brasil suçuarana, de origen tupí, onça-parda, en distinción de la onça-pintada (jaguar), e inusualmente puma o leão-da-montanha. En guaraní se lo conoce como Jagua pytã, que significa 'fiera colorada', pues el fenotipo de la subespecie presente en la geonemia de esta etnia presenta el pelaje con fuertes tonos rojizos, en distinción de jaguar o jaguareté (fiera de verdad) y de yaguá (fiera) que pasó a significar sólo 'perro' (actualmente se aplica este término en guaraní a cualquier perro).

## Taxonomía y evolución

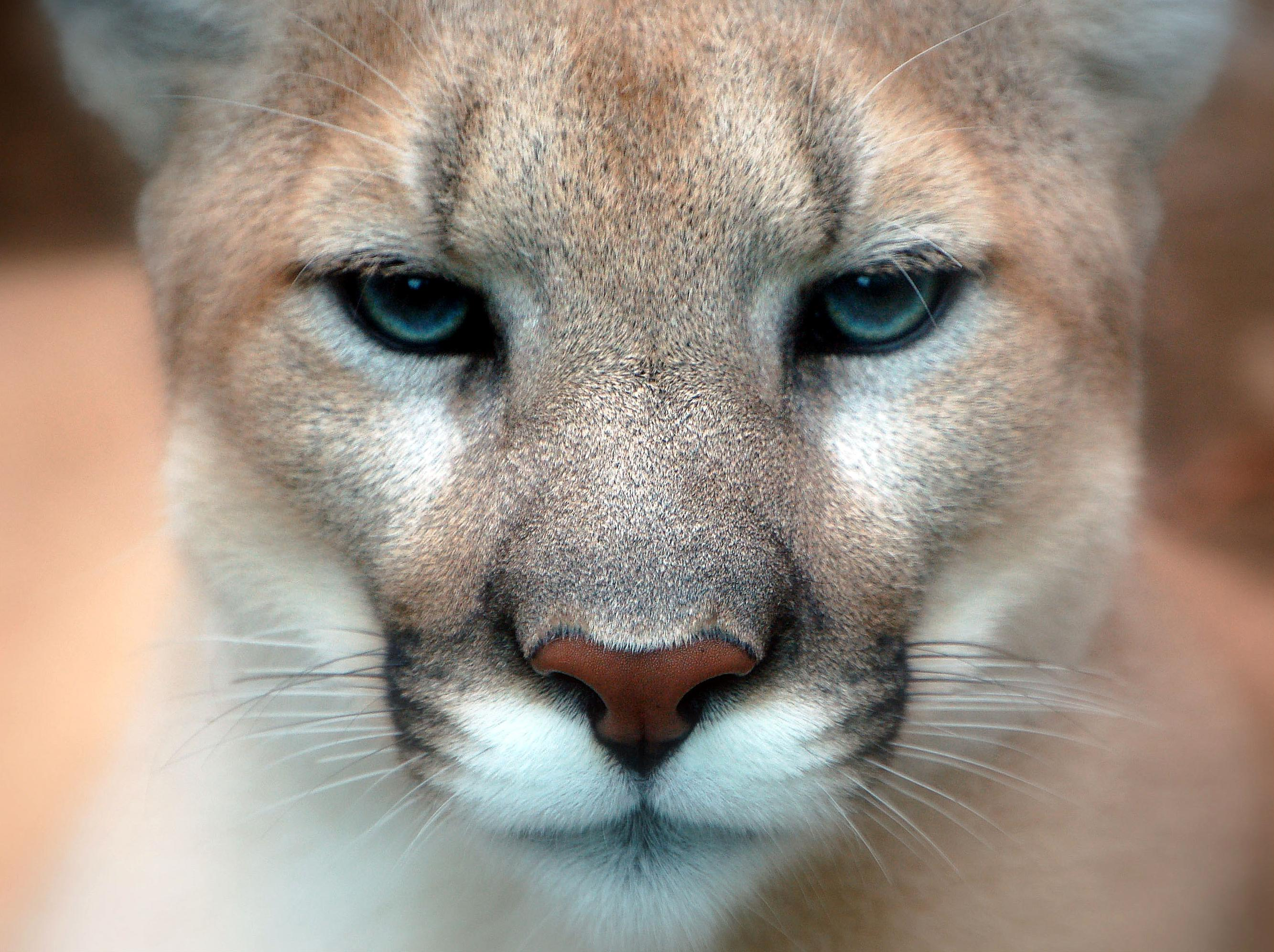
Primer plano de la cara.

El puma se ubica en la subfamilia Felinae, de los felinos pequeños, mientras que los grandes felinos son colocados dentro de la subfamilia Pantherinae. El origen de la familia Felidae en Asia se remonta a aproximadamente 11 millones de años atrás. Por desgracia, el conocimiento taxonómico de los felinos sigue siendo parcial y gran parte de lo que se conoce sobre su historia evolutiva se basa en el análisis del ADN mitocondrial;además, como los felinos están escasamente representados en el registro fósil,las fechas propuestas tienen un amplio intervalo de confianza.
Según un reciente estudio de genomas de félidos, el ancestro común de los actuales Leopardus, Lynx, Puma, Prionailurus, y otros linajes Felinae emigró a través del puente del estrecho de Bering hacia América, aproximadamente hace 8 a 8,5 millones de años. Posteriormente, divergieron diferentes linajes. Uno de esos linajes, los felinos de América del Norte, invadieron luego a Sudamérica como parte del Gran Intercambio Americano, a raíz de la formación del istmo de Panamá.

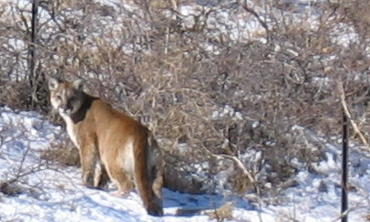
La conservación del puma depende de la preservación de su hábitat.

Se creía que el puma pertenecía al género Felis, el cual incluye el gato doméstico, pero ahora se coloca en el género Puma junto con el jaguarundi (Puma yagouaroundi), un felino nativo de América, un poco más de una décima parte del peso de un puma. Filogenéticamente, estudios han indicado que el puma y el jaguarundi se encuentran estrechamente relacionados con los modernos guepardos de África y Asia occidental,aunque esta relación no se ha resuelto. Se ha sugerido que el linaje de los guepardos se separó del de los pumas en América, y luego los primeros reemigraron a Asia y África,mientras que otros estudios sugieren los guepardos divergieron en el Viejo Mundo independientemente. El esquema de la migración de los pequeños felinos hacia América es, por lo tanto, poco claro.
Estudios recientes han demostrado un alto grado de similitud genética entre las poblaciones de puma de América del Norte, lo que indica que todos ellos son descendientes bastante recientes de un pequeño grupo ancestral. Culver y colaboradores presumen que la población original de pumas de América del Norte se extinguió en el Pleistoceno alrededor de 10 000 años atrás, cuando otros grandes mamíferos, como el milodón, también desaparecieron. América del Norte habría sido repoblada por un grupo de pumas de América del Sur.

## Subespecies

### Histórico
Hasta finales del siglo XX se habían registrado 32 subespecies de puma, sin embargo, un estudio genético de ADN mitocondrial mostró que muchas de ellas son demasiado similares como para ser reconocidas como taxones diferentes. Tras la investigación, la 3.ª edición del «Mammal Species of the World» reconoce solo 6 subespecies, de las cuales 5 se encuentran únicamente en América Latina:
- Puma concolor anthonyi Nelson & Goldman, 1931. Puma del este de América del Sur (este de Brasil, Uruguay, este de Paraguay, y noreste de la Argentina). Incluye en su sinonimia las subespecies: acrocodia (Goldman, 1943), borbensis (Nelson & Goldman, 1933), capricornensis (Goldman, 1946), concolor (Pelzeln, 1883), greeni (Nelson & Goldman, 1931), y nigra Jardine, 1834.

- Puma concolor cabrerae Pocock, 1940. Puma argentino (Bolivia, oeste de Paraguay, y noroeste y centro de la Argentina). Incluye en su sinonimia las subespecies: hudsoni (Cabrera, 1958), y puma (Marcelli, 1922).

- Puma concolor concolor Linnaeus, 1771. Puma del norte de América del Sur. Localidad tipo: Guayana Francesa (Venezuela, oeste de Brasil, Perú, norte de Bolivia). Incluye en su sinonimia las subespecies: bangsi (Merriam, 1901), incarum (Nelson & Goldman, 1929), osgoodi (Nelson & Goldman, 1929), soasoaranna (Lesson, 1842), soderstromii (Lönnberg, 1913), sucuacuara (Liais, 1872), y wavula (Lesson, 1842).

- Puma concolor costaricensis Merriam, 1901. Puma centroamericano (Nicaragua, Costa Rica y Panamá). Localidad tipo: Brasil. Limitado por Goldman (en Young y Goldman, 1946) a Cayenne, Guayana Francesa. Incluye en su sinonimia: Felis bangsi costaricensis y Felis concolor costaricensis.[10]

- Puma concolor couguar Kerr, 1792. Puma de América del Norte (América del Norte hasta el norte de Nicaragua). Incluye en su sinonimia las subespecies: arundivaga (Hollister, 1911), aztecus (Merriam, 1901), browni (Merriam, 1903), californica (May, 1896), coryi (Bangs, 1899), floridana (Cory, 1896), hippolestes (Merriam, 1897), improcera (Phillips, 1912), kaibabensis (Nelson & Goldman, 1931), mayensis (Nelson & Goldman, 1929), missoulensis (Goldman, 1943), olympus (Merriam, 1897), oregonensis (Rafinesque, 1832), schorgeri (Jackson, 1955), stanleyana (Goldman, 1938), vancouverensis (Nelson & Goldman, 1932), y youngi (Goldman, 1936).

- Puma concolor puma Molina, 1782. Puma sudamericano austral o del sur[11] (Chile, y centro-oeste y sur de la Argentina). Incluye en su sinonimia las subespecies: araucanus (Osgood, 1943), concolor (Gay, 1847), patagonica (Merriam, 1901), pearsoni (Thomas, 1901), y puma (Trouessart, 1904).

### Actualidad
A partir de 2017, el Grupo de trabajo de clasificación de gatos del Grupo de especialistas en gatos de la Unión Internacional para la Conservación de la Naturaleza reconoce solo dos subespecies como válidas:
- Puma concolor concolor, actualmente conocido como puma sudamericano o león de montaña andino, en América del Sur, posiblemente excluyendo la región noroeste de los Andes. A partir de 2017, las subespecies sudamericanas se consideran sinónimos de P. c. concolor:
  - Puma concolor anthonyi
  - Puma concolor cabrerae
  - Puma concolor costaricensis
  - Puma concolor puma
- Puma concolor couguar en América del Norte y Central y posiblemente en el noroeste de América del Sur.

### Puma de Norteamérica

#### Pantera de Florida
La situación de conservación de la pantera de Florida, que es el puma de América del Norte, sigue siendo incierta. Actualmente es considerado una población de Puma concolor couguar.
Fue descrito como una subespecie de puma distinta (Puma concolor coryi) a finales del siglo XIX. La pantera de Florida había sido considerada durante mucho tiempo una subespecie de puma única, con el nombre científico Felis concolor coryi propuesto por Outram Bangs en 1899.
Un estudio genético del ADN mitocondrial del puma mostró que muchas de las supuestas subespecies descritas en el siglo XIX son demasiado similares para ser reconocidas como distintas, por lo que fue reclasificado y subsumido al puma norteamericano (Puma concolor couguar) en 2005. A pesar de estos hallazgos, todavía se la conocía como una subespecie distinta Puma concolor coryi en 2006.
En 2017, el Grupo de trabajo de clasificación de gatos del Grupo de especialistas en gatos revisó la taxonomía de Felidae y ahora reconoce a todas las poblaciones de pumas en América del Norte como P. c. couguar.

#### Puma oriental
El puma oriental es la población extirpada de pumas que vivían en el noreste de América del Norte. Algunas autoridades la han considerado una subespecie. El puma oriental se consideró extraoficialmente extinto por una evaluación del Servicio de Pesca y Vida Silvestre de los Estados Unidos en 2011.
En 1792, Robert Kerr de la Royal Physical Society y la Royal Society of Surgeons asignó el nombre de Felis couguar a los pumas del este de América del Norte al norte de Florida.
John Audubon en 1851 creía que los pumas en América del Norte y del Sur eran indistinguibles. El puma oriental se asignó por primera vez a la subespecie Felis concolor couguar y la pantera de Florida a Felis concolor coryi. Young y Goldman basaron su descripción de la subespecie oriental en su examen de ocho de los 26 especímenes históricos existentes.
En 1955, Jackson describió una nueva subespecie, el puma de Wisconsin (F. c. Schorgeri), a partir de una pequeña muestra de cráneos.
Una taxonomía de 1981 de Hall aceptó F. c. schorgeri, el puma de Wisconsin, y también extendió el rango del puma oriental a Nueva Escocia y cartografió el rango de la pantera de Florida (F. c. coryi) tan al norte como Carolina del Sur y el suroeste de Tennessee.
En 2000, Culver et al., Recomendaron que, basándose en investigaciones genéticas recientes, todos los pumas de América del Norte se clasificarán como una sola subespecie, Puma concolor couguar siguiendo la subespecie con nombre más antigua (Kerr en 1792).
La edición de 2005 de Mammal Species of the World siguió las recomendaciones de Culver. Esta revisión fue realizada por el Dr. W. Chris Wozencraft de Bethel University, Indiana, como único revisor. Sin embargo, el sitio web de la publicación, así como el de su afiliado, el Museo Nacional Smithsonian de Historia Natural, continuaron manteniendo Puma concolor couguar (pumas occidentales y orientales) como una subespecie de Puma concolor.
Judith Eger, científica del Royal Ontario Museum en Toronto, Ontario, y presidenta del comité de listas de verificación de la American Society of Mammalogists, cree que el trabajo de Culver no fue una revisión taxonómica adecuada, ya que no ofreció una evaluación de la subespecie de puma existente y no incluyó consideraciones morfológicas, ecológicas y de comportamiento. Según Eger, la revisión de Culver solo es aceptada por algunos biólogos.
El Servicio de Pesca y Vida Silvestre de EE. UU. (FWS) continúa aceptando la taxonomía de Young y Goldman. "Si bien la información genética más reciente introduce ambigüedades significativas, es necesario un análisis taxonómico completo para concluir que se justifica una revisión de la taxonomía de Young y Goldman (1946)", dijo la agencia en 2011.

## Biología y comportamiento

### Características físicas

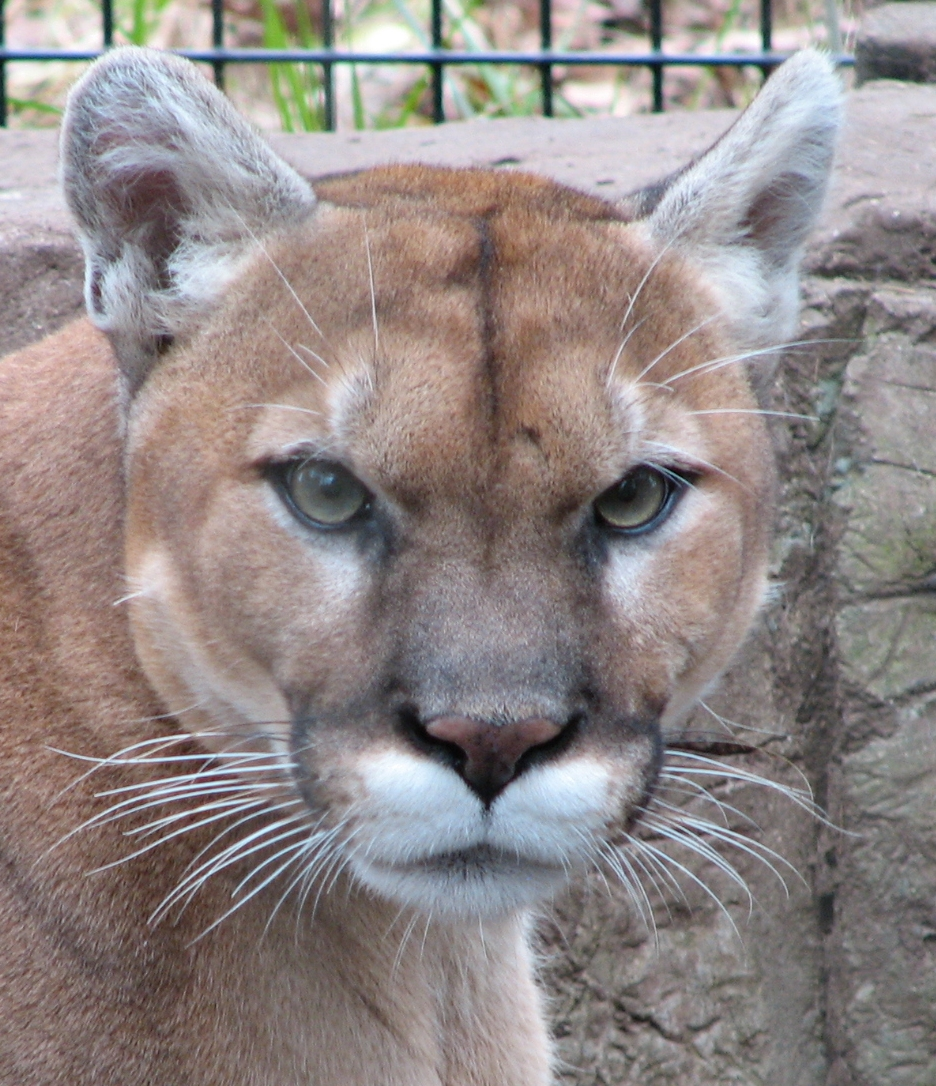
La cabeza del puma es redonda y sus orejas están levantadas.

Los pumas son felinos esbeltos y ágiles. La talla adulta de pie es de alrededor de 70 a 90  cm de altura en los hombros. La longitud de los machos adultos es de alrededor de 2,7  m de largo de la nariz a punta de la cola, aunque en general oscila entre 2,0 y 2,5 m. Sin contar la cola la longitud es de 1,5 a 1,7 metros. La cola mide de 0,7 a 1.0  m. Los machos tienen un peso promedio de entre 55 a 75  kg. Cabe resaltar que su tamaño aumenta a medida que se acerca a los polos, los machos pueden llegar hasta los 100 kilogramos. El peso promedio de las hembras está entre 40 y 62  kg.
La cabeza del puma es redonda y las orejas están erguidas. Posee poderosas patas delanteras, cuello, mandíbula y colmillos que le sirven para atrapar y matar grandes presas. Tiene cinco garras retráctiles en las patas delanteras, útiles para aferrarse a la presa, y cuatro de las patas posteriores.
El puma puede ser tan grande como el jaguar, pero menos robusto ya que el puma es esbelto . Donde las distribuciones se superponen, el número de pumas tiende a ser inferior a la media. El puma, en promedio, es más pesado que el leopardo. A pesar de su tamaño, no es normalmente clasificado entre los grandes felinos porque no puede rugir, ya que carecen de la laringe especializada y el hueso hioides del jaguar. Dado que los avistamientos de felinos grandes son más bien raros, la identificación de otro tipo de evidencias es importante. En América central y derivado de un estudio morfométrico, Aranda (1994) refiere que un indicador más o menos confiable es la relación entre la anchura superior y la anchura inferior de los dedos, observándose una tendencia a huellas con dedos más puntiagudos en los pumas, a diferencia de los jaguares. Al igual que los gatos domésticos, los pumas vocalizan silbidos agudos, gruñidos, ronroneos, así como gorgojeos. Son conocidos por sus gritos, como se hace referencia en algunos de sus nombres comunes, aunque éstos se confunden con frecuencia con llamadas de otros animales.
La coloración del puma es uniforme (de ahí el nombre latino concolor), pero puede variar mucho entre los individuos e incluso entre hermanos. El pelaje es generalmente dorado, pero puede ser de color gris plateado o rojizo, con ligeros parches en el cuerpo, incluidas cerca de las mandíbulas, la barbilla y el cuello. Las crías nacen con ojos azules y anillos en la cola; los cachorros son más pálidos, y las manchas siguen en sus flancos. En contra de algunas afirmaciones, no se ha documentado la existencia de pumas completamente negros. El término «pantera negra» se usa coloquialmente para referirse a algunos individuos de otras especies, en particular jaguares y leopardos.
Los pumas tienen grandes patas; proporcionalmente las mayores patas traseras en la familia de los felinos y hombros fuertes y desarrollado . Esta característica les permite un gran salto y una gran capacidad de carrera corta. Tienen una excepcional capacidad de salto vertical: se han registrado saltos de hasta 5,4 metros. En saltos horizontales parece que el rango es de 6 a 12 m. El puma puede alcanzar los 72 km/h, pero está mejor adaptado a la carrera corta que a las persecuciones. Es un experto escalador, lo que le permite eludir competidores cánidos. Aunque no está muy asociado con el agua, puede nadar.

### Caza y dieta

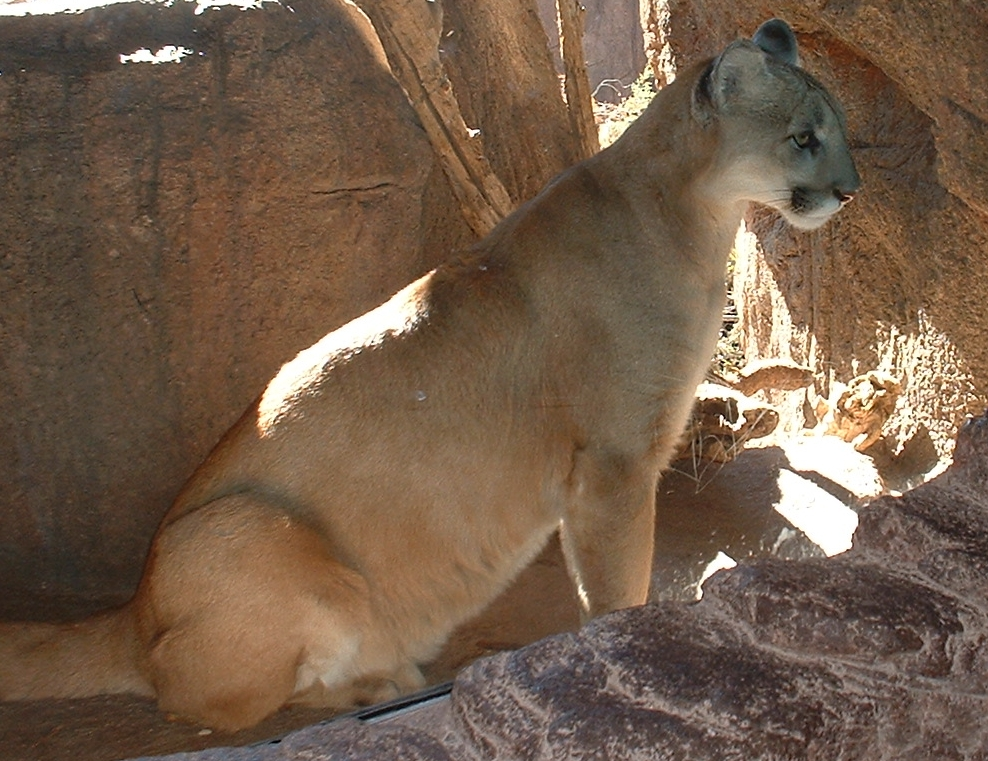
Puma fotografiado en el Museo del Desierto de Arizona-Sonora, en Tucson (Estados Unidos).

El puma come cualquier animal que pueda capturar, desde insectos a los grandes ungulados. Al igual que los demás felinos, se trata de un carnívoro obligado. Sus presas más importantes son las diversas especies de venado, en particular en América del Norte:  el alce, el ciervo mula, el  venado de cola blanca, el wapití, la cabra montesa, el muflón , el  conejo, la ardilla, el perrito de la pradera,  el mapache,  la mofeta, el  puercoespín, el castor,  la zarigüeya, el armadillo y el pavo.
Un estudio realizado en América del Norte encontró que el 68% de las presas fueron ungulados, sobre todo ciervos; sólo en la pantera de Florida mostraron variaciones, ya que a menudo prefieren cerdos ferales, caballos  y burros. Una investigación en el parque nacional de Yellowstone sobre el alce y el ciervo mula mostró que estas presas son compartidas con la población de lobos grises, con los que el puma compite por los recursos. Otro estudio en Alberta mostró que en invierno (de noviembre a abril) los ungulados representaron más del 99 % de la dieta de puma. En 2008, en el estado estadounidense de Florida, científicos encontraron a un puma macho alimentándose de un aligátor americano de 2,69 metros (subadulto) que había cazado, lo cual demuestra la capacidad del felino de abatir crocodilios de tamaños mayores a los que se habían registrado hasta ese momento, aunque dichos casos probablemente son esporádicos y no componen una presa común por la peligrosidad que representan (a diferencia del jaguar, que suele cazar ejemplares subadultos de las especies más grandes de crocodilios de América con mayor frecuencia). En cambio en el caso de los crocodilios de tamaño grande adultos con los que comparte hábitat, la relación se da a la inversa, ya que todos son potenciales depredadores del puma, aunque los conflictos probablemente también se den en forma muy esporádica.
En América Central y del Sur la proporción de venado en la dieta disminuye. Prefieren los pequeños y medianos mamíferos. Los ungulados representan sólo el 35% de las presa, aproximadamente la mitad que en América del Norte. Sus presas allí son el guanaco , la vicuña,  la llama , la mara, la  liebre, el pecarí, el agutí,  el capibara, el coatí,  el perezoso, el ñandú y el pingüino patagónico.
En condiciones de viento, el puma es típicamente un depredador de emboscada. Se esconde entre los árboles y en repisas, donde aguarda antes de dar un poderoso salto hacia la parte trasera de su presa y asfixiarla con una mordedura en el cuello. Tiene una columna vertebral flexible que lo ayuda en su técnica de cazar.
Se estima, en general, que mata un gran ungulado cada dos semanas. El plazo para las hembras se reduce por la alimentación de los jóvenes, y puede alcanzar la cifra de una muerte cada tres días en la época en que los cachorros son casi maduros, en torno a 15 meses. El puma arrastra su víctima a un lugar preferido, lo cubre con pasto, y retorna para alimentarse de nuevo al cabo de algunos días. En general se considera que el puma es un recolector de sus desperdicios y rara vez no se comen la presa que han matado.

### Reproducción y ciclo de vida

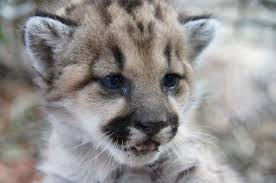
Cría de puma en Santa Mónica

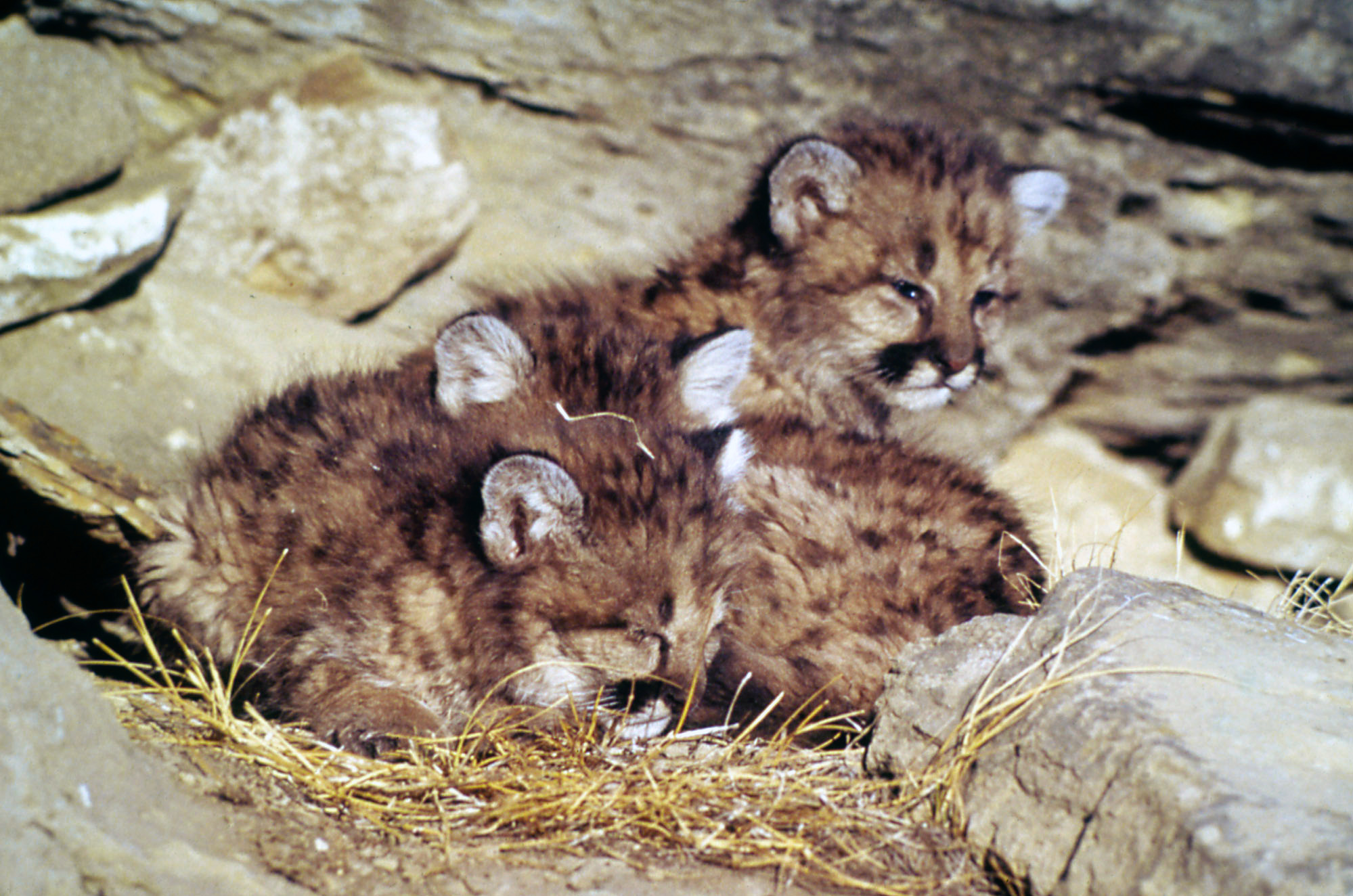
Cachorros de puma.

Las hembras alcanzan la madurez sexual entre uno y medio y tres años de edad. Normalmente el promedio de gestación es cada dos o tres años a lo largo de su vida reproductiva, un período que puede reducirse a un año. Las hembras están en celo durante aproximadamente 8 días de un ciclo de 23 días. El período de gestación es de aproximadamente 91 días. Las hembras son a veces monógamas, pero esto es incierto y la poliginia puede ser más común. Las cópulas son breves pero frecuentes. Las pumas hembra son feroces protectoras de sus cachorros, y se las ha visto luchar con éxito contra animales mucho más grandes en su defensa. El tamaño típico de la camada es de entre uno y seis cachorros, generalmente dos o tres. Utilizan como madrigueras cuevas y otros lugares que ofrezcan protección. Los cachorros de puma nacen ciegos, son completamente dependientes de su madre en un primer momento, y comienzan a ser destetados en torno a los tres meses de edad. A medida que crecen, acompañan a la madre en sus incursiones, en primer lugar a los sitios que visita, y después de seis meses comienzan a cazar pequeñas presas por su cuenta. Las tasas de supervivencia son poco más de uno por camada.
Los juveniles dejan a su madre para tratar de establecer su propio territorio en torno a los dos años de edad y, en ocasiones antes. Los machos tienden a independizarse antes. Un estudio ha mostrado elevadas tasas de mortalidad entre los pumas que se alejan demasiado de su madre, a menudo debido a los conflictos con otros pumas. Una investigación en Nuevo México ha demostrado que «los machos se dispersan significativamente más que las hembras, es más probable que recorran grandes extensiones que no son su hábitat, y probablemente son responsables de la mayoría del flujo genético entre las poblaciones de un hábitat.»
La esperanza de vida de un puma en la naturaleza se estima entre 8 y 13 años y, probablemente, está en un promedio de 8 a 10 años. Sin embargo, hay casos de por lo menos 18 años, como una hembra que fue muerta por cazadores en la isla de Vancouver. Los pumas pueden vivir hasta 20 años en cautiverio. Las causas de muerte en el entorno salvaje incluyen la discapacidad y la enfermedad, la competencia con otros pumas, el hambre, accidentes y, en los casos permitidos, la caza humana. El virus de inmunodeficiencia felina, que también afecta a los gatos, es una grave enfermedad en los pumas.

### Estructura social y hábitat
Al igual que casi todos los felinos, el puma es un animal solitario. Solo las madres y sus cachorros viven en grupos. Es discreto y crepuscular (es más activo en torno a amanecer y al anochecer).
Las estimaciones del tamaño de su territorio varían mucho. Los machos tienen grandes territorios de entre 150 y 1000 km²; en el caso de las hembras se reducen a la mitad. Algunos estudios sugieren una proporción mucho menor del límite inferior (25 km²), con un límite superior de 1300 km² para los machos. Los territorios de los machos pueden incluirse o superponerse con las de las hembras, pero no con los de otros machos, lo que sirve para reducir los conflictos entre pumas. Los territorios de las hembras pueden superponerse ligeramente entre sí.
Para marcar el territorio y atraer al sexo opuesto utilizan marcas de arañazos, orina y heces. Los machos pueden utilizar juntos una pequeña pila de hojas y hierbas y luego orinar sobre ella como una forma de marcar territorio.
El tamaño del hábitat y, en general, la abundancia de pumas, dependerá del terreno, la vegetación y la abundancia de rapaces. Una hembra adyacente a las montañas de San Andreas, por ejemplo, necesitó un amplio territorio de 215 km² debido a la falta de presas. Un estudio en América del Sur ha demostrado que el número de pumas en un territorio varía entre 0,5 a 7 ejemplares por cada 100 km².
Los machos están más dispersos que las hembras para evitar la competencia directa por compañeras y territorio, porque son los más susceptibles de entrar en conflictos. Cuando un adulto no abandona su área materna, por ejemplo, puede ser matado por su padre. Cuando los machos se encuentran unos con otros, emiten silbidos y pueden entablarse violentas peleas si uno de los dos no se retira. La caza o la reubicación de pumas puede hacer aumentar los encuentros agresivos, perturbando los territorios y los jóvenes, lo que puede traer transitorios conflictos con las personas.

## Ecología

### Distribución y hábitat

Puma en Reserva Guaycolec, en la provincia de Formosa (Argentina).

El puma ocupa más territorio que cualquier otro animal silvestre terrestre en América. Su territorio abarca 110 grados de latitud, desde el norte del Yukón en Canadá al sur de Los Andes. Su amplia distribución se debe a su capacidad de adaptación a casi todo tipo de hábitat: se encuentra en todos los tipos de bosques, así como en las tierras bajas y desiertos montañosos. Los estudios muestran que el puma prefiere las regiones con vegetación densa, pero puede vivir con poca vegetación en zonas abiertas. Su hábitat preferido son cañones, escarpes, terrenos rocosos y la selva densa.
El puma fue exterminado en su gran área de distribución oriental de América del Norte, con la excepción de la Florida, en los dos siglos después de la colonización europea, y se enfrenta a graves amenazas en el resto. Actualmente, se lo encuentra en la mayoría de los estados occidentales de América, las provincias canadienses de Alberta y Columbia Británica, Canadá y el territorio de Yukón. Debido a los daños que ocasiona en el ganado, es perseguido por granjeros y se ha convertido en una especie amenazada, habitando actualmente en zonas áridas.
Se han debatido ampliamente propuestas de su posible reintroducción en la región oriental de América del Norte. Las pruebas de ADN han sugerido su presencia en la parte oriental de América del Norte, mientras que un mapa de avistamientos de puma muestra numerosos informes, desde las Grandes Llanuras occidentales hasta el este de Canadá. La única población de pumas inequívocamente oriental es la pantera de Florida, que está en peligro crítico de extinción.
Al sur de Río Grande, la Unión Internacional para la Conservación de la Naturaleza y los Recursos Naturales (UICN), ubica el puma en todos los países centroamericanos y sudamericanos. Las estadísticas estatales y provinciales están disponibles en Norteamérica, pero se sabe mucho menos sobre el puma más al sur.
La población total de pumas se estima en menos de 50 000, según cifras de la UICN, con una tendencia descendente. A nivel estatal de Estados Unidos las estadísticas son frecuentemente más optimistas, lo que sugiere que las poblaciones de pumas han repuntado. En Oregón, una población sana se informó de 5000 individuos en 2006, superando la meta de 3 000. California ha trabajado activamente para proteger el puma y su número se estima entre 4 000 y 6 000.

### Función ecológica

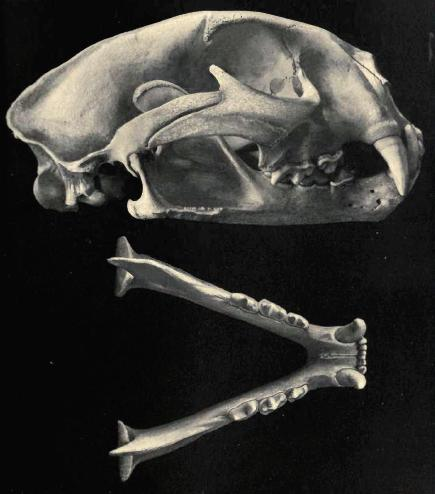
Cráneo y mandíbula de puma

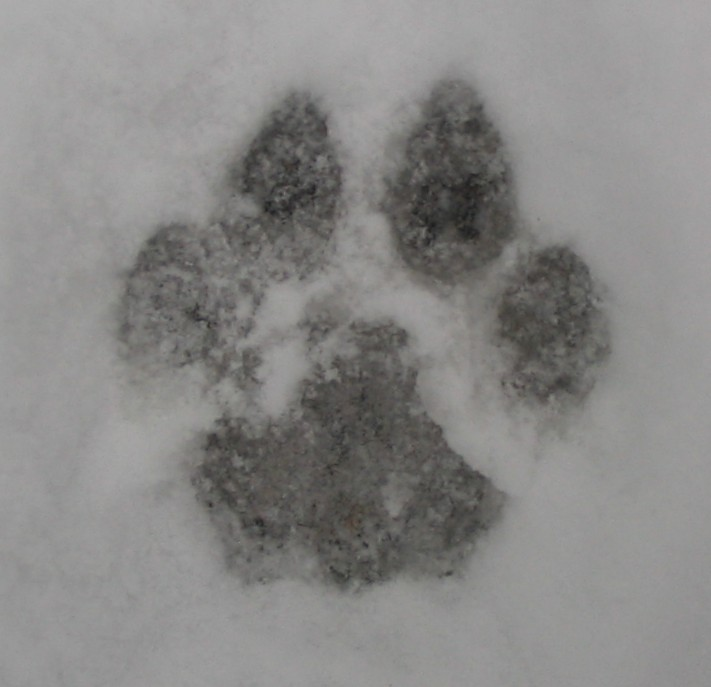
Huella de la pata delantera de un puma. Una huella de un macho adulto mide aproximadamente 1 dm.

Aparte de los seres humanos, no hay depredadores para los pumas adultos en la naturaleza. El puma no es, sin embargo, el depredador principal en gran parte de su territorio. En el norte interactúa con otros poderosos depredadores como el oso pardo y el lobo gris (aunque un lobo solitario no supone una amenaza para un puma adulto). En el sur, el puma debe competir con el jaguar.
Los ecosistemas del parque nacional de Yellowstone proporcionan un fructífero microcosmos para estudiar la interacción entre depredadores en América del Norte. De los tres grandes depredadores, el oso pardo parece ocupar una posición dominante, a menudo, aunque no siempre es capaz de manejar la amenaza tanto del lobo gris como del puma. Un estudio encontró que el oso negro visitó el 24 % de los puma muertos en Yellowstone y el parque nacional de los Glaciares, y sólo un 10% comió sus restos.
El lobo gris y el puma compiten más directamente por las presas, sobre todo en invierno. Mientras que a título individual el puma es más poderoso que el lobo gris, un solitario puma puede ser dominado una manada de cánidos. Los lobos pueden ocasionalmente robar y matar a los pumas. Un informe describe una gran manada de 14 lobos matando a una puma hembra y sus cachorros. Por el contrario, los lobos solitarios se encuentran en una situación de desventaja, y se ha informado de lobos muertos por pumas. Los lobos afectan de forma más amplia la dinámica de la población de pumas, compiten por el dominio del territorio y por las presas, perturbando el comportamiento del felino. Una investigación preliminar realizada en el Parque de Yellowstone, por ejemplo, ha puesto de manifiesto el desplazamiento del puma por los lobos. Un investigador en Oregón señala:

«Cuando hay una jauría de lobos alrededor, los pumas no se sienten cómodos por su suerte o la de sus cachorros... Muchas veces un puma mata a un lobo, pero el fenómeno de las jaurías cambia las tornas.»

Por otra parte, ambas especies son capaces de matar a los depredadores de mediano tamaño, como el coyote y tienden a reprimir sus números.
En la parte sur, el puma y el jaguar superponen sus territorios. El jaguar tiende a cazar presas mayores que el puma allí donde conviven y este puede alimentarse de una gama mayor de presas.La presencia de dimorfismo sexual en ambas especies hace que los machos suelan ser 20, 25% más grandes que la hembras, con lo cual podría haber escenarios donde se encuentra un macho de jaguar más grande que cualquier puma, pero un macho de puma puede ser más grande que una hembra de jaguar, complicando aún más el estudio de las interacciones entre ambas especies.
Al igual que cualquier depredador, el puma influye sobre la población de las especies que son su presa. La depredación por pumas se ha vinculado a las fluctuaciones en las poblaciones de diversas especies de venados de una región. Por ejemplo, un estudio realizado en la Columbia Británica mostró que la población de ciervos mula, una presa favorita de los pumas, está disminuyendo, mientras que la población de venado de cola blanca, una presa menos apreciada, está aumentando. La marmota de la isla de Vancouver, una especie endémica en peligro, en una región de densa población de pumas, ha visto disminuido su número, debido a la depredación del puma y del lobo gris.

## Estado de conservación

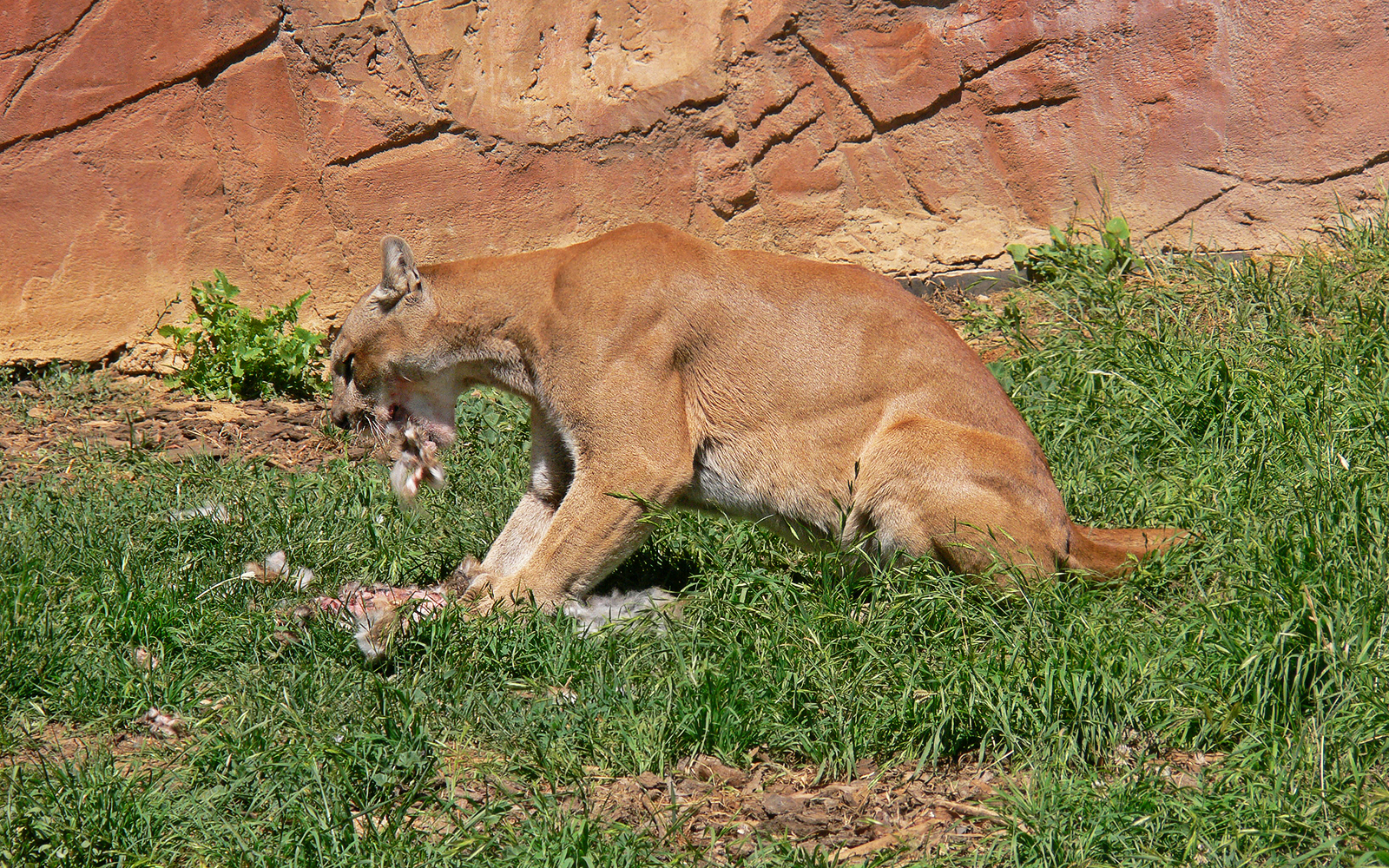
Puma alimentándose

La Unión Internacional para la Conservación de la Naturaleza (UICN), ha cambiado el estatus del puma de preocupación menor a especie casi amenazada, dejando abierta la posibilidad de que pueda ser catalogado como vulnerable cuando se disponga de más datos sobre su distribución. El puma está regulado en el Apéndice I de la Convención sobre el Comercio Internacional de Especies Amenazadas de Fauna y Flora Silvestres (CITES), lo que hace ilícito el comercio internacional de especímenes o sus partes.
Al este del Misisipi, la única población de pumas conocida de manera inequívoca es la pantera de Florida. El Servicio de Pesca y Vida Silvestre de los Estados Unidos reconoce tanto al puma oriental y a la pantera de Florida, a los que garantiza protección bajo la Ley de Especies Amenazadas. Algunas autoridades en taxonomía han fundido ambas denominaciones en la de puma norteamericano, sin reconocer la entidad de las subespecies oriental o de Florida. El censo más reciente de la subpoblación de Florida dio 87 individuos, según informaron organismos de recuperación de la especie en 2003.
El puma también está protegido en gran parte del resto de su área de distribución. A partir de 1996, la caza del puma está prohibida en Brasil, Bolivia, Chile, Perú, Guatemala, Honduras, Nicaragua, Panamá, Paraguay, Surinam y Uruguay. No se informó de la protección jurídica del puma en Guyana. La caza regulada del puma aún es común en los Estados Unidos y Canadá; está permitida en EE. UU. desde los estados de las Montañas Rocosas hasta el océano Pacífico, con la excepción de California. Los pumas son generalmente cazados con jaurías de perros, hasta que el animal es acorralado. Cuando el cazador llega a la escena, se le dispara de una corta distancia. El puma no puede ser cazado en California legalmente, salvo en circunstancias muy concretas, como por ejemplo cuando un individuo es declarado una amenaza para la seguridad pública.
Amenazas a la conservación de la especie incluyen la persecución por considerarlo una amenaza para el ganado, la degradación y fragmentación de su hábitat y el agotamiento de sus presas. Como ocurre con cualquier gran depredador, son fundamentales para la sostenibilidad de sus poblaciones corredores de hábitat y variedad suficientes de áreas. Simulaciones han demostrado que el animal se enfrenta a un bajo riesgo de extinción en las zonas de 2200 km² o más. Uno a cuatro nuevos animales que se introduzcan en una población cada década aumenta notablemente su persistencia, destacando la importancia de los corredores de hábitat.

### Situación en Sudamérica

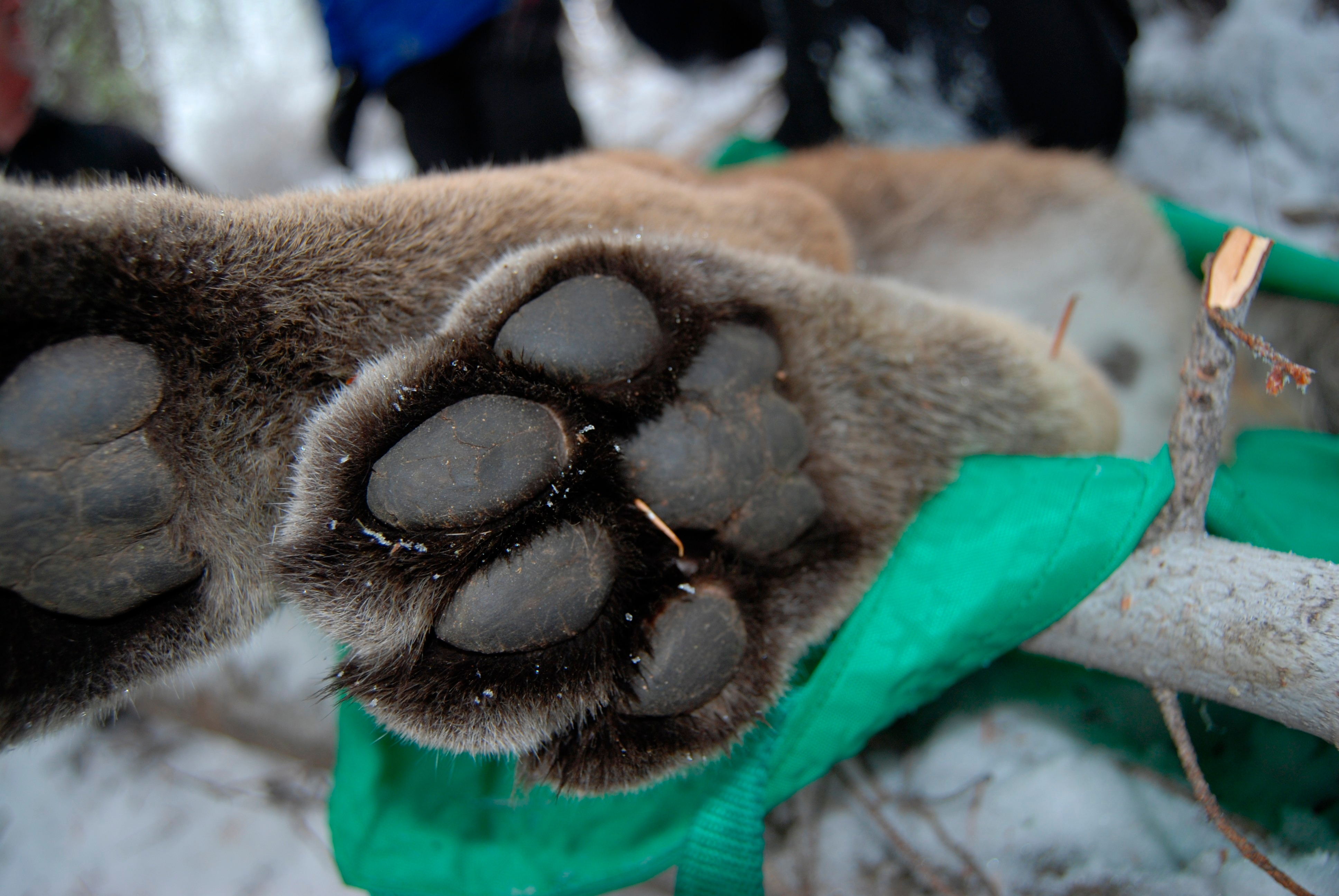
Pata de puma

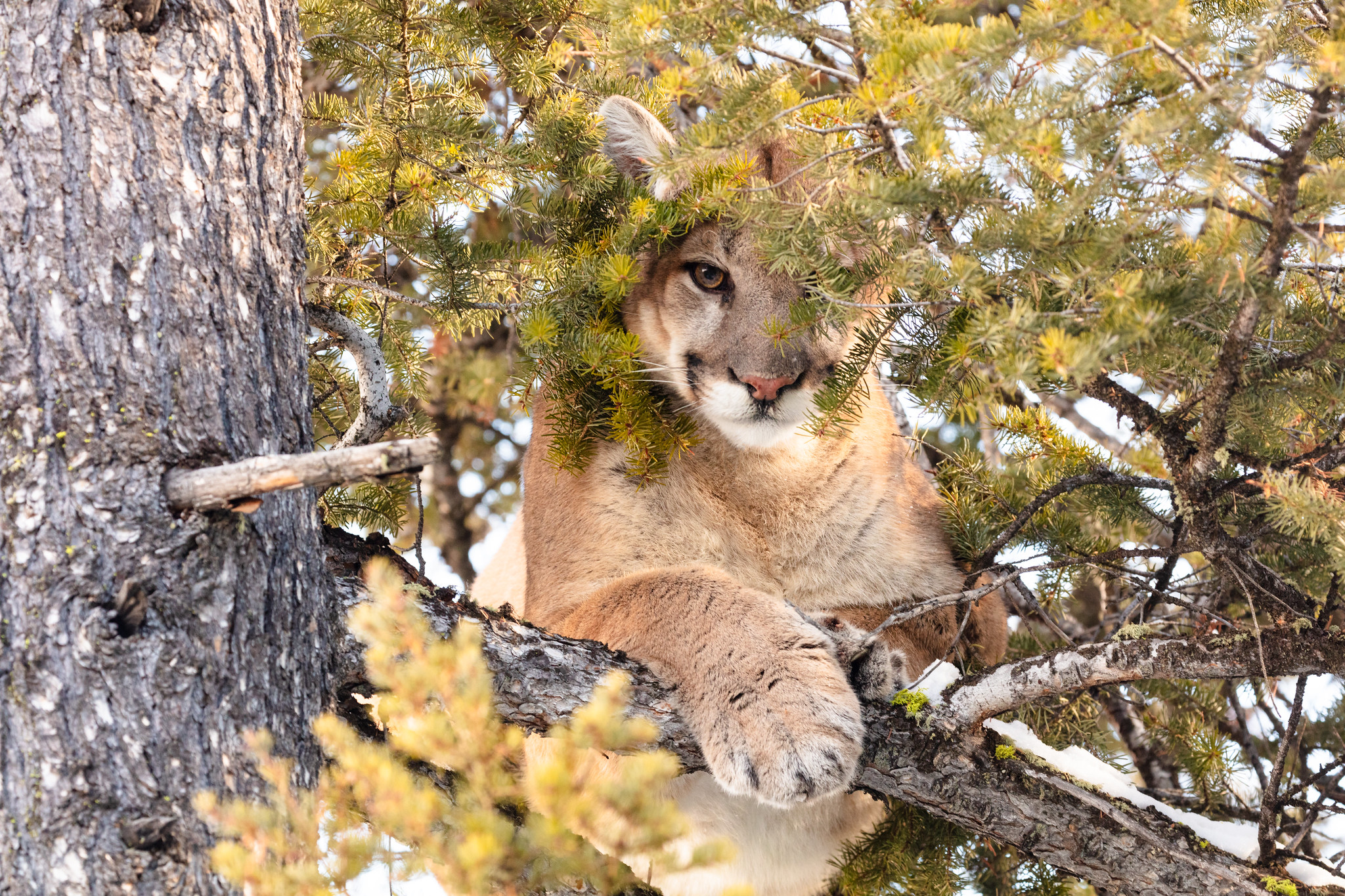
Ejemplar de Puma concolor cabrerae descansando en un monte cercano al Río Carcarañá, al sureste de la Provincia de Córdoba

En Sudamérica esta especie es muy perseguida y de forma incontrolada por el ser humano.
En Argentina, la especie se encuentra extinta en las provincias de Entre Ríos, el sur y centro de Santa Fe, el centro de Tucumán y en casi toda la provincia de Buenos Aires. En la provincia argentina de Chubut, donde hace 50 años abundaba, hoy es una especie en peligro de extinción. Fue allí donde el Dr. Nores Martínez creó la raza de perro dogo argentino, pensada para abatir al puma (entre otras especies) en lucha cuerpo a cuerpo entre felinos y perros, en un tipo de caza llamada «caza de Montería» en su versión criolla. Para este tipo de caza muchas veces se entrena a los perros haciéndolos pelear con pumas en cautiverio, práctica ilegal que se sigue realizando de forma clandestina. Esos pumas suelen morir prematuramente de ataques cardíacos. En la Provincia de Jujuy es también una especie protegida, por lo que la Universidad Nacional de Jujuy (UNJu) se encarga de la captura y reubicación de ejemplares denunciados por los pastores como potenciales predadores de ganado, por lo que no es extraño ver de tanto en tanto algún ejemplar enjaulado en la sede del Rectorado de esa casa de altos estudios. En la Provincia de Mendoza es monumento natural, especie protegida, y uno de sus ámbitos más frágiles se da en la región precordillerana de Paramillos de Uspallata. En la Provincia de Córdoba hay ejemplares en los sectores serranos, en los alrededores de la Laguna Mar Chiquita, donde actualmente se encuentra el Parque Nacional Ansenuza, y también se han avistado y reportado la presencia de ejemplares en los montes ubicados a la vera de los ríos Ctalamochita y Carcarañá y del Arroyo de las Tortugas, lo mismo en los montes y los campos bajos (llamados cañadas) ubicados al norte de las localidades de Marcos Juárez y General Roca y en cercanías de Saira y de Noetinger en el sureste provincial.
En Villa Rumipal, Provincia de Córdoba, existe una ONG llamada Pumakawa (vocablo de origen Quéchua que significa el que cuida con sigilo al Puma) cuyo objetivo es rehabilitar a aquellos pumas que son heridos accidentalmente o a propósito en la interacción humana, y luego de recuperados, devolverlos a la naturaleza.
Los gobiernos de las provincias patagónicas de Río Negro y Chubut promueven su caza, ignorando normas ambientales (enero de 2019) y pagando a cazadores para matar pumas (y zorros), como forma de controlar la población. Estas matanzas que muchas veces se producen con cebos envenenados, llevan a la mortandad de aves nativas carroñeras y al consiguiente aumento del loro barranquero, que así pierde sus depredadores naturales, afectando los cultivos y poblados humanos.
En esas provincias el puma es considerado una plaga por los daños a la ganadería ovina, animales estos últimos que contribuyen al proceso de desertificación del suelo patagónico
En Chile fueron comunes entre la Patagonia y la actual Región de Coquimbo hasta la llegada de los españoles, progresivamente ha sido casi totalmente exterminado desde entonces, en especial en todo el Valle Central y en las proximidades de las grandes ciudades de las regiones del Biobío y la Araucanía, siendo actualmente infrecuente en las regiones de Los Ríos y Los Lagos. Hoy son más frecuentes en las regiones de Aysén y Magallanes.
En Paraguay en la región oriental solo quedan en bosques aislados como los de las cordilleras de Amambay y Mbaracayú, en los parques nacionales en la cordillera de San Rafael, y en la de Ybycuí, mientras que en la región occidental del Chaco son más abundantes debido a la baja densidad humana que se registra en ese lugar.
En Uruguay la especie "nativa" se encuentra extinta desde hace años, aunque se suelen encontrar de forma esporádica, debido a las incursiones que realizan algunos individuos desde los países limítrofes.

## Ataques a los humanos
Debido al crecimiento de las zonas urbanas, las poblaciones de pumas se superponen cada vez más con las zonas habitadas por el hombre. Los ataques contra humanos son raros; para el puma el reconocimiento de las presas es un comportamiento aprendido y, en general, no reconocen a los seres humanos como víctimas. Los ataques contra las personas, el ganado y los animales domésticos pueden ocurrir cuando el puma se habitúa a los humanos. Se han registrado 108 ataques confirmados a humanos con una veintena de muertes en América del Norte desde 1890, cincuenta de los cuales se han producido desde 1992. El estado de California, densamente poblado, ha sido testigo de una docena de ataques desde 1986 (después de sólo tres de 1890 a 1985), tres de ellos mortales. Los ataques son más frecuentes durante los fines de la primavera y el verano, cuando los pumas juveniles abandonan a sus madres y van en búsqueda de nuevos territorios.
Al igual que ocurre con muchos depredadores, un puma puede atacar si es acorralado, si huyen de un ser humano, si se estimula su instinto para cazar, o si una persona se hace la muerta. Pueden ahuyentarse si se los mira directamente a los ojos o gritando en voz alta, pero la calma, y cualquier otra acción que haga parecer a la persona más grande y más amenazadora, puede hacer también que los pumas se retiren. La lucha contra pumas con palos y piedras, o incluso manos desnudas, a menudo es eficaz para desactivar el estímulo de ataque de un puma.
Como la mayoría de los felinos, cuando el puma ataca normalmente muerde el cuello, tratando de encajar sus dientes entre las vértebras y en la médula espinal. Lesiones en el cuello, cabeza y espalda son comunes y, a veces, mortales. Los niños están en mayor riesgo de ataque, y con menos probabilidades de sobrevivir a un encuentro. Una detallada investigación de los ataques de pumas antes de 1991 mostró que el 64 % de las víctimas y casi todas las víctimas mortales eran niños. El mismo estudio mostró que la mayor proporción de los ataques se ha producido en la provincia canadiense de Columbia Británica, en particular en la isla de Vancouver, donde las poblaciones de puma son especialmente densas.
En Chile hay casos documentados de ataques de pumas a ciclistas (más frecuentemente), pescadores deportivos, turistas a pie y conductores de vehículos que han descendido de ellos.
En Argentina la mayoría de encuentros se resuelven con el animal huyendo y esquivando todo contacto. Sin embargo, se dio un caso en la provincia de Río Negro de lucha cuerpo a cuerpo entre un gaucho de 60 años y un gran puma de 100 kilos. La disputa se resolvió, tras una encarnizada lucha, con el vaqueano matando al puma con un facón, pero quedando herido de gravedad.

### Consejos de seguridad frente al puma

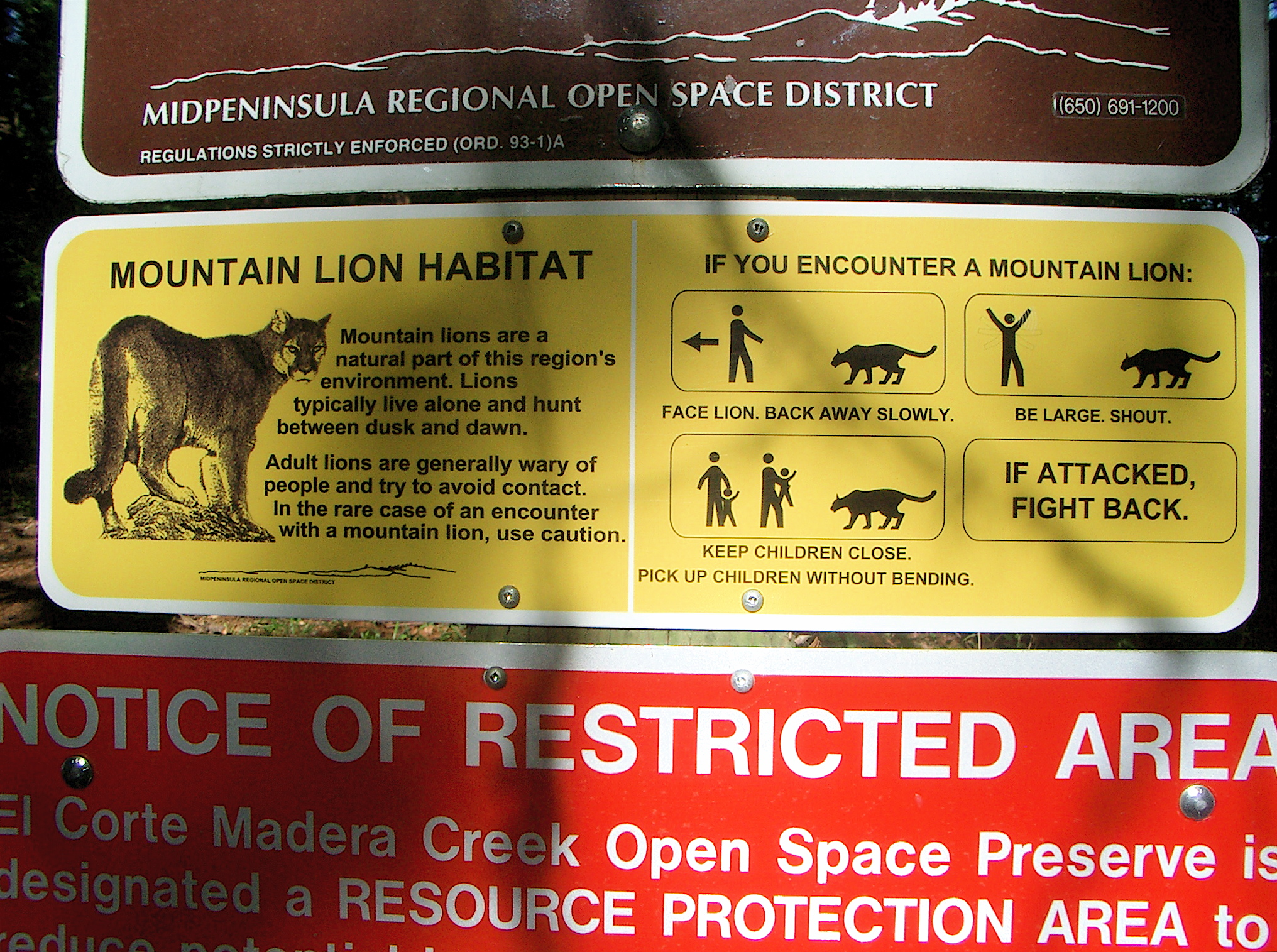
Cartel con un protocolo a seguir en casos de encuentros con pumas silvestres.

- Elimine la vegetación baja y densa que sirve de escondite al puma en las áreas cercanas a las viviendas.
- Instale iluminación externa con sensores de movimiento.
- No deje sueltos los animales domésticos y no les dé de comer fuera de casa. Sea cauto al soltar los animales domésticos, sobre todo al amanecer y al crepúsculo.
- No haga largas expediciones a pie; ande en grupos con adultos que puedan cuidar a los niños.
- Si se encuentra con un puma, no corra; esto puede estimular su instinto de caza. Permanezca, por el contrario, firme y enfrente del animal, buscando el contacto visual.
- Tome a los niños pequeños en brazos, sin darle la espalda al puma, si es posible (cuando son atacados por un perro, los expertos recomiendan no tomar en brazos a los niños, porque esto puede ser interpretado como un acto de ofensa y dan valor al perro para atacar. Si esto se aplica al puma o no, es una discusión abierta).
- Tome cualquier cosa para parecer más grande e intimidante, ábrase la chaqueta y lance palos y piedras.
- No se siente ni se acuclille; esto podría crear la impresión de que se trata de una presa ordinaria cuadrúpeda, en vez de un ser bípedo, que no es presa para el puma.
- Responda al ataque si es atacado.
- No trepe a un árbol o a una roca: el puma puede trepar mucho mejor que un ser humano.

Si anda en bicicleta o haciendo aerobismo en áreas silvestres, al menos sea consciente de que su movimiento puede causar el reflejo «caza y muerte» del animal, por lo que su actividad puede ser particularmente peligrosa. Consulte a la autoridad o a los guardias forestales locales si se expone a un riesgo al hacer deporte en estos lugares.

## Híbridos

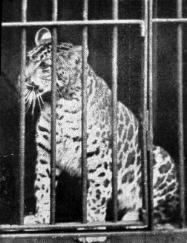
Pumapardo del zoo de Hamburgo, Alemania (1904).

### Híbridos entre diferentes subespecies
Existen híbridos entre diferentes subespecies de puma en Florida, donde se introdujeron animales foráneos con el fin de aumentar la escasa población de Pantera de Florida, diezmadas años atrás por la caza excesiva. Esta medida controvertida, ya que diluye la pureza genética de la amenazada subespecie occidental, ha producido una nueva generación de pumas híbridos más vigorosos y que se reproducen más rápidamente que los de pura raza floridana.

### Híbridos con otras especies

#### Con leopardos
A pesar de no estar estrechamente relacionados con los grandes felinos, se ha conseguido criar híbridos de puma y leopardo a los que se ha bautizado como pumapardos. Ya sea que nazcan de un puma hembra emparejado con un leopardo macho o de un puma macho emparejado con un leopardo hembra, los pumapardos heredan una forma de enanismo. Las crías reportadas crecieron a solo la mitad del tamaño de los padres. Tienen un cuerpo largo parecido al de un puma (proporcional a las extremidades, pero sin embargo más corto que cualquiera de sus padres), pero patas cortas. El pelaje se describe de diversas formas como arenoso, leonado o grisáceo con rosetas marrones, castañas o "descoloridas".
Los zoólogos actuales muestran un gran interés por estos casos de hibridación, ya que se dan entre dos especies que no están estrechamente emparentadas.

#### Con jaguares
Un supuesto híbrido de puma y jaguar fue filmado en Mato Grosso, Brasil, a principios del siglo XX. Fue matado por Sacha Siemel, cuya opinión era que era un híbrido de puma y jaguar. Tenía una estructura pesada con manchas marrones sobre un fondo beige y una franja oscura en la espalda. Los pumas y los jaguares están presentes en el área, pero ocupan diferentes nichos y es poco probable que se encuentren, y mucho menos se apareen. La descripción del supuesto híbrido puma/jaguar fue muy similar a la de los pumapardos criados en cautividad.
Se ha alegado una hibridación exitosa entre pumas y jaguares en cautiverio (en un informe del Dr. Helmut Hemmer, 1966), pero no hay evidencia fotográfica.

#### Con ocelotes
También se conocen híbridos entre pumas y ocelotes, aunque en este caso las crías murieron poco después de nacer.

## En la mitología y la cultura
La gracia y el poder de los pumas han sido ampliamente admirados en las culturas de los pueblos indígenas de las Américas. La ciudad inca del Cuzco ha sido diseñada con la forma de un puma. La cultura chanca, hoy ubicada en las actuales Ayacucho y Apurímac tuvo como deidad al puma. El lago Titicaca fue nombrado en honor al puma, titi en lengua aimara, debido a su forma. Al poner de cabeza un mapa del lago, se nota la forma de puma. El pueblo moche representa el puma a menudo en sus cerámicas. Dioses de los Incas como Viracocha e Illapa se han asociado con el animal.
En América del Norte, han aparecido descripciones de personajes mitológicos del puma en los escritos de la lengua hotcâk («Ho Chunk» o «Winnebago»), de Wisconsin y de Illinois y la cheyene, entre otros. Para los apache y walapai de Arizona, el puma fue precursor de la muerte.
El puma sigue siendo un símbolo de la fortaleza y del sigilo. Desde helicópteros de combate y vehículos motorizados, como el Ford Puma, hasta marcas de artículos deportivos PUMA AG Rudolf Dassler Sport (PUMA), pasando por nombres de equipos deportivos como el equipo de fútbol profesional de la Universidad Nacional Autónoma de México, el sobrenombre de la selección argentina de rugby, los nombres «Cougar» y «Puma» son ampliamente usados como marcas.
La mascota y el emblema de los deportes realizados en la Universidad Nacional Autónoma de México es un puma, es además el nombre de facto del equipo de fútbol de dicha Universidad.
Mismo caso en Chile, donde existe el Club de Deportes Antofagasta de la Primera División de Chile, único representante actual de la región homónima en la división de honor. Son apodados como "Los Pumas" desde sus primeros años de existencia, por lo que el cuadro nortino desde décadas usa al puma como escudo y también como mascota.
El pueblo mapuche también le atribuye poderes místicos al puma, pangui o trapial, los cuales recopilan en algunas leyendas.
El músico venezolano José Luis Rodríguez es apodado como "El Puma"; mote que le hizo famoso.
En Uruguay, el puma fue objeto de ilustración en el reverso de la moneda de plata de 1 peso que circulaba en la década de 1940. Este tema se reutilizó en el reverso de la moneda de 10 pesos lanzada en 2011.